# Outlandish
Outlandish is een voormalige Deense rapformatie.

## Biografie
Outlandish bestond uit Isam Bachiri (afkomstig uit Marokko), Lenny Martinez (uit Honduras) en Waqaz Quadri (uit Pakistan). Door de verschillen in culturele achtergrond van de leden heeft de muziek die de groep maakte Marokkaanse, Arabisch-Pakistaanse en Latijnse invloeden. De teksten van de groep zijn veelal autobiografisch.
In 2003 had de groep een hit met "Aïcha", dat twee weken op de hoogste positie stond in de Nederlandse Top 40. Het was ook een nummer 1-hit in Duitsland en werd vaak uitgezonden in Azië, vooral in Zuid-Korea. Het is een Engelstalige cover van een single van de Algerijnse zanger Khaled. In 2005 bracht Outlandish het liedje "Try not to Cry" uit, samen met Sami Yusuf, die hiermee internationale bekendheid verwierf. De groep bracht zes albums uit: Outland's Official (2000), Bread and Barrels of Water (2003), Beats, Rhymes & Life (2004), Closer Than Veins (2005), Sound of a Rebel (2009) en hun laatste album Warrior//Worrier (2012). Op het album Closer Than Veins werkte de groep onder andere samen met de Nederlandse rapper Salah Edin.
In 2017 ging de band uiteen.

## Discografie
- 2000: Outland's Official
- 2003: Bread and Barrels of Water
- 2004: Beats, Rhymes & Life
- 2005: Closer Than Veins
- 2009: Sound of a Rebel
- 2012: Warrior//Worrier

## Hitnotaties

### Singles
| Single met eventuele hitnotering(en) in de Nederlandse Top 40 | Datum van verschijnen | Datum van binnenkomst | Hoogste positie | Aantal weken | Opmerkingen                 |
| ------------------------------------------------------------- | --------------------- | --------------------- | --------------- | ------------ | --------------------------- |
| Aicha                                                         | 2003                  | 16-08-2003            | 1(2wk)          | 15           | Nr. 2 in de Single Top 100  |
| Walou                                                         | 2003                  | 31-01-2004            | 24              | 6            | Nr. 27 in de Single Top 100 |
| Guantanamo                                                    | 2003                  | 19-06-2004            | tip12           | -            | Nr. 84 in de Single Top 100 |
| Warrior//Worrier                                              | 2012                  | 23-02-2013            | 36              | 4            | Nr. 65 in de Single Top 100 |